# Mănăstirea Strâmbu-Găiseni
Mănăstirea Strâmbu-Găiseni este un ansamblu de monumente istorice aflat pe teritoriul satului Găiseni, comuna Găiseni.

## Istoric
Schitul Strâmbu-Găiseni a fost construit de Drăghici Vintilescu, boier originar din Florești, care a deținut demnitatea de paharnic, apoi de mare vornic la curtea voievodului Neagoe Basarab. Așezământul a fost construit la începutul secolului al XVI-lea, în anii 1510-1520.
Ansamblul este format din două monumente:
- Biserica „Sf. Nicolae” (cod LMI GR-II-m-A-14992.01)
- Ruinele clădirilor monahale (cod LMI GR-II-m-A-14992.02)